# Brandenstein (Ranis)
Brandenstein ist ein Ortsteil der Stadt Ranis im Saale-Orla-Kreis in Thüringen.

## Geografie
Der Ortsteil Brandenstein liegt an der Straße zum Schloss Brandenstein, das auf einer Anhöhe etwa 1 km nördlich von Ranis steht. Die im Tal vorbeiführende Straße hat Anschluss an die Bundesstraße 281 Richtung Saalfeld und Gera.

## Geschichte
Nach Kahl wurde Brandenstein am 5. Mai 1229 urkundlich ersterwähnt. Andere Autoren geben 1297 an und Bienert weist 1269 nach, indem er berichtet, dass um diese Zeit Adlige sich nach der Burg nannten, die dann später zum Schloss umgebaut wurde und heute in Privatbesitz ist.
Der Gutsbezirk Brandenstein im preußischen Landkreis Ziegenrück wurde zum 30. September 1928 aufgelöst und nach Krölpa eingemeindet.
Nach den Beschlüssen der Siegermächte des Zweiten Weltkrieges wurden mit der Bodenreform Neubauerngehöfte gebaut, und später kamen Wohnhäuser zum sich entwickelnden Ortsteil hinzu.